# Profeten Elias kyrka, Vzmoryje
Profeten Elias kyrka (ryska: Церковь Пророка Илии; translitteration: Tserkov Proroka Ilij) är en rysk-ortodox kyrkobyggnad belägen i byn Vzmoryje i Kaliningrad oblast, i den ryska exklav mellan Polen och Litauen vid Östersjön.
Kyrkan är helgad åt den israelitiske profeten Elia och tillhör Kaliningrads stift.

## Historik
Profeten Elias kyrka i Vzmoryje började att byggas runt år 2008.

## Bilder

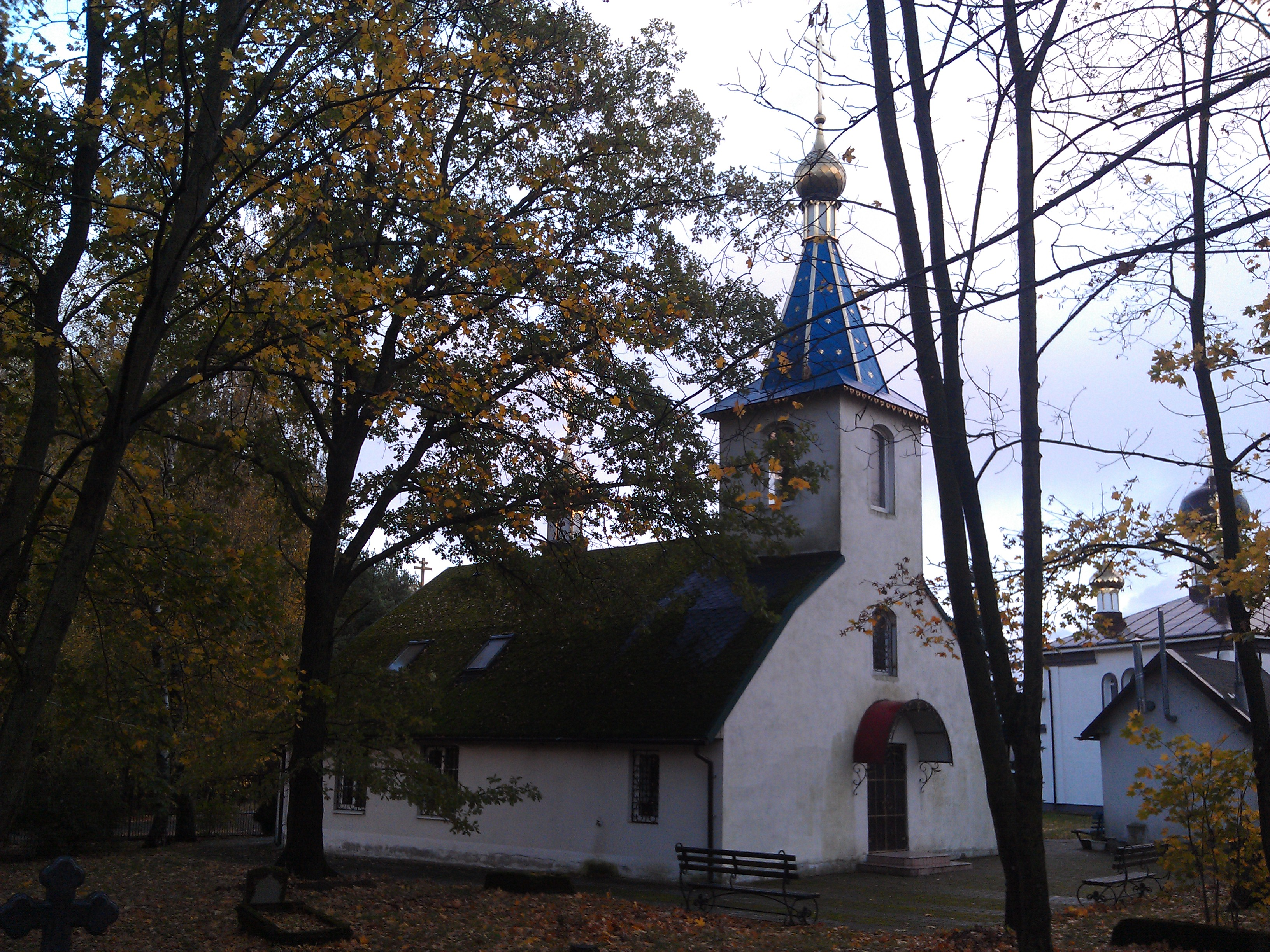
Framsidan.